# 盖州西站
盖州西站位于中华人民共和国辽宁省营口市盖州市石屯村和团山村，是哈大客运专线上的高铁站，于2012年12月1日启用，由沈阳铁路局管辖。

## 車站周邊
- 沈大高速公路
- 团山初级中学
- 荣复退伍军人专科医院
- 农村商业银行团山信用社

## 歷史
- 2012年12月1日启用。[1]

## 外部連結
- 中国铁路客户服务中心 （页面存档备份，存于）